# The American Nightmare
The American Nightmare è un documentario del 2000, diretto da Adam Simon, riguardante il cinema horror statunitense dal 1968, anno di La notte dei morti viventi di George A. Romero, al 1978, anno di Halloween, la notte delle streghe di John Carpenter.
La tesi espressa dal documentario è che il cinema horror degli anni settanta abbia rispecchiato i profondi conflitti della società americana, fra guerra del Vietnam e movimento per i diritti civili.
Vengono analizzati in particolare L'ultima casa a sinistra di Wes Craven, Non aprite quella porta di Tobe Hooper, Il demone sotto la pelle di David Cronenberg.
Nel documentario appaiono, oltre ai registi citati, anche John Landis, in qualità di appassionato del genere, e Tom Savini, uno dei maggiori esperti di effetti speciali.